# Alexandre Etienne Guillaume Hersant-Destouches
Pour les articles homonymes, voir Hersant (homonymie) et Destouches.
Alexandre Étienne Guillaume Hersant-Destouches (né le 31 mars 1773 à Paris et mort le 8 juin 1826 au château de Brestel) est un homme politique français, haut fonctionnaire des XVIIIe et XIXe siècles.

## Biographie
Alexandre Étienne Guillaume Hersant-Destouches est le fils d'Alexandre-Louis Hersant-Destouches, secrétaire général des fermes. 
Il est chef du bureau particulier et du bureau d'échanges de Nicolas François Mollien, directeur de la Caisse d'amortissement.
Il est sous-préfet (de 1803 à 1809), préfet (à partir de 1809), membre du collège électoral de la Sarthe, gentilhomme ordinaire de la Chambre du roi, maître des requêtes au Conseil d'Etat (à partir de 1819), président de l'Académie des belles-lettres, sciences et arts de La Rochelle (à partir de 1822).

### Préfecture
Nominations :
- sous-préfet de La Rochelle (Charente-Maritime) 25 frimaire an 12 (17 décembre 1803),
- préfet du Jura (3 mars 1809),
- préfet de Haute-Garonne (12 mars 1813),
- préfet d'Indre-et-Loire (13 octobre 1814 - 6 avril 1815) et le 7 juillet 1815,
- préfet de Seine-et-Oise (15 février 1816), mort en fonction.

## Décoration
- Commandeur de la Légion d'honneur[2].

## Titre et armoiries
Il reçoit le titre de Baron d'Empire par lettres patentes du 9 mars 1810 (décret impérial du 3 décembre 1809) ; titre confirmé par ordonnance royale et lettres patentes du 15 juillet 1816.
Il reçoit par ces lettres patentes de 1816 le règlement suivant d'armoiries : D'azur à la rose d'argent tigée, feuillée et boutonnée du même, accompagnée de dix-neuf étoiles d'or mal ordonnées ; à la bordure componée d'or et de sable.